# 村國守平
村國 守平（むらくに しゅうへい、1952年6月20日 - ）は、日本の俳優・声優。北海道出身。

## 人物
俳協養成所1期生としてデビューし、東京俳優生活協同組合、81プロデュースを経て、ザ・スーパー・カムパニイに所属。旧名は村国 守平、村國 守正。

## 出演作品

### 映画
1976年
- 絶頂の女（二郎）
- 東京(秘)ナイト・レポート 熱い樹液（健）
- キャンパス・エロチカ 熟れて開く（森川）

1977年
- 爱欲学校エロス学園感度ばつぐん（桂木龙）
- 壇の浦夜枕合戦記（平惟盛）
- OL官能日記 あァ!私の中で（犬山）

### テレビアニメ
1983年
- みゆき（青年）

1988年
- エスパー魔美（杉野）
- 魁!!男塾（夜叉、センクウ）
- シティーハンター2（沢村）

1990年
- 美味しんぼ（佐賀）

1991年
- 炎の闘球児 ドッジ弾平

### OVA
1988年
- 吸血姫美夕（警官）
- 神州魑魅変（麻蔵、間部宮内詮房）
- 機甲猟兵メロウリンク

1990年
- 緑山高校（山路先生）

1991年
- マネーウォーズ 狙われたウォーターフロント計画 [4]

1992年
- 紅いハヤテ

### ゲーム
2005年
- 魁!!男塾（センクウ）

### 吹き替え
- ウォール街（ロジャー・バーンズ〈ジェームズ・スペイダー〉）※フジテレビ版
- 摩天楼はバラ色に（ロン〈ビル・ファッガーバッケ〉）※フジテレビ版（思い出の復刻版BD収録）

### 舞台
- カンパニー 〜結婚しない男〜（1999年）